# Foremost (Alberta)
Foremost (offiziell Village of Foremost) ist eine Gemeinde im Nordwesten von Alberta, Kanada, welche seit 1950 den Status eines Dorfes (englisch Village) hat. Sie liegt etwa 330 Kilometer südöstlich von Calgary bzw. etwa 110 Kilometer ostsüdöstlich von Lethbridge in der Region Süd-Alberta, im Palliser-Dreieck. Die Gemeinde liegt am historischen Red Coat Trail.
Der Verwaltungsbezirk („Municipal District“) Forty Mile No. 8 hat in der Gemeinde seinen Verwaltungssitz.

## Demographie
Der Zensus im Jahr 2016 ergab für die Gemeinde eine Bevölkerungszahl von 541 Einwohnern, nachdem der Zensus im Jahr 2011 für die Gemeinde nur eine Bevölkerungszahl von 526 Einwohnern ergab. Die Bevölkerung hat dabei im Vergleich zum letzten Zensus im Jahr 2011 schwächer als die Entwicklung in der Provinz nur um 2,9 % zugenommen, bei einer Bevölkerungszunahme von 11,6 % im Provinzdurchschnitt. Im Zensuszeitraum 2006 bis 2011 hatte die Einwohnerzahl in der Gemeinde bei einer Zunahme um 0,4 % nahezu stagniert, während sie im Provinzdurchschnitt um 10,8 % zunahm.

## Verkehr
Foremost ist für den Straßenverkehr durch den Alberta Highway 61, welcher in Ost-West-Richtung die Gemeinde passiert und den regionalen Alberta Highway 879, welcher die Gemeinde in Nord-Süd-Richtung kreuzt, erschlossen. Eine Eisenbahnstrecke, welche 1913 von der Canadian Pacific Railway errichtet wurde und heute von der Forty Mile Rail genutzt wird, beginnt in der Gemeinde. Die Lokalbahn hat hier in Foremost auch ihren Hauptsitz. Der örtliche Flughafen (IATA-Code: -, ICAO-Code: -, Transport Canada Identifier: CFD4) liegt nordwestlich der Stadtgrenze, mit nur einer asphaltierten Start- und Landebahn von 914 Metern Länge. Auf dem Flughafen findet sich das „Foremost Centre for Unmanned Systems“. Hier kann, neben Test und Entwicklung, in einem eigenen Luftraum (Class F Restricted Airspace) eine Ausbildung für das Fliegen von Drohnen außerhalb der Sicht des Piloten (beyond visual line of sight - BVLOS) stattfinden. Er war 2016 der erste eigens dafür dauerhaft eingerichtete Luftraum in Kanada.